# Aufgelassener Säulenbasalt-Steinbruch (Otzberg)
Der Aufgelassene Säulenbasalt-Steinbruch ist ein Naturdenkmal in der Gemarkung Hering, Gemeinde Otzberg im Landkreis Darmstadt-Dieburg, Südhessen. Er wurde mit Verordnung vom 27. Mai 1959 als ein geologischer Aufschluss von besonderer Eigenart, Schönheit und bodenkundlichem Wert geschützt.

## Lage
Der „Aufgelassene Säulenbasalt-Steinbruch“ liegt im Naturraum Reinheimer Hügelland im Teilgebiet 231.2 Otzberger Randhügelland. Das Naturdenkmal befindet sich am Osthang des Otzberges im Ortsteil Hering, nordwestlich vom ehemaligen Schulhaus. Es ist auf drei Seiten von bebauten Grundstücken umgeben.

## Beschreibung
Der ehemalige kleine Basalt-Steinbruch besteht aus einer etwa 20 Meter langen und bis zu 15 Meter hohen Wand von nahezu senkrechten, sechseckigen Basaltsäulen. Etwa in mittlerer Höhe verläuft über die Wand eine bis zu fünf Meter breite Stufe. Im Basalt finden sich Einschlüsse von gebleichtem und gefrittetem Gestein. Das Naturdenkmal umfasst auch die freie Fläche vor den Basaltsäulen. In den 1980er Jahren angepflanzte Ziersträucher wurden wieder entfernt, die Felsen werden von überwuchernden Gehölzen weitgehend freigeschnitten. Der Geo-Naturpark Bergstraße-Odenwald hat zwei Informationstafeln aufgestellt, welche die geologische Entstehungsgeschichte erläutern.

## Geologie
Der Otzberg ist der Schlot eines Vulkans, der vor etwa 22 Millionen Jahren ausbrach. Er ist jünger als die Vulkanschlote der Umgebung, Roßberg (48 Millionen Jahre), Forstberg (44 Ma) und Breitenstein (31 Ma), und wurde wie diese durch den Grabenbruch des Oberrheingrabens verursacht. Aus über 50 Kilometer Tiefe stieg aus dem Erdmantel 1100° heiße Basaltschmelze nach oben und ergoss sich als Lavaströme. Beim Aufstieg der Schmelze wurden auch Stücke von Granitgneis und Buntsandstein mitgerissen, die heute als Einschlüsse zu erkennen sind. Nach dem Ende des Ausbruchs erstarrte die Gesteinsschmelze im Schlot und kristallisierte zu hartem, feinkörnigem Nephelin-Basalt. Die sechseckigen Säulen entstanden auf natürliche Weise durch Schrumpfungsrisse bei der langsamen Abkühlung von oben herab. Nur der harte Vulkanschlot hat die spätere Abtragung der umgebenden Gesteine überdauert.
Der Basalt des Otzbergs ist reich an Olivin und enthält grünliche Kristalle von Labradorit. Zwischen den Basaltsäulen wurden 1861 in stärker zersetzten Bereichen auch Halbopal und Hornstein gefunden.

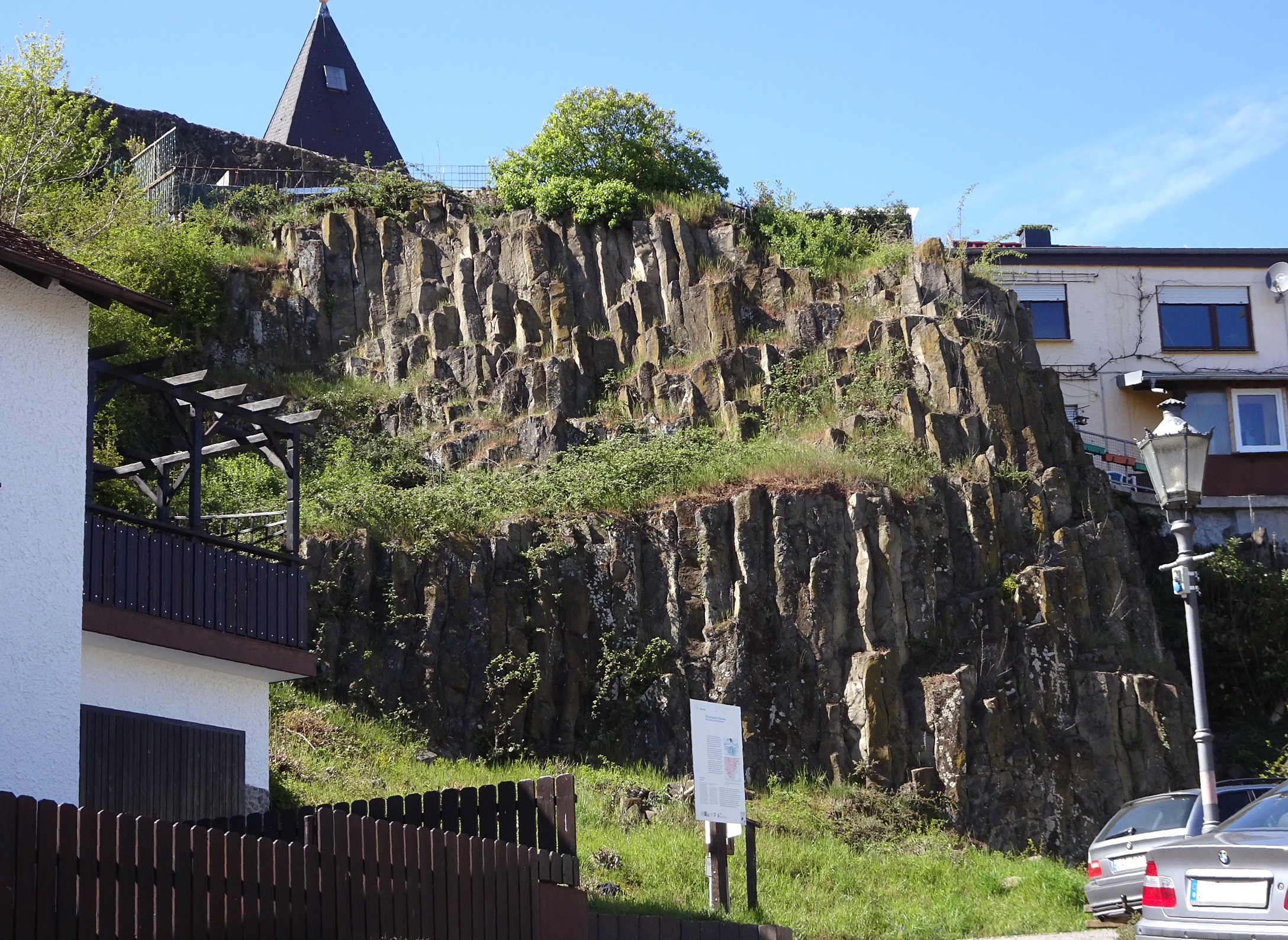
Das Naturdenkmal in der Ortslage von Hering (2021)
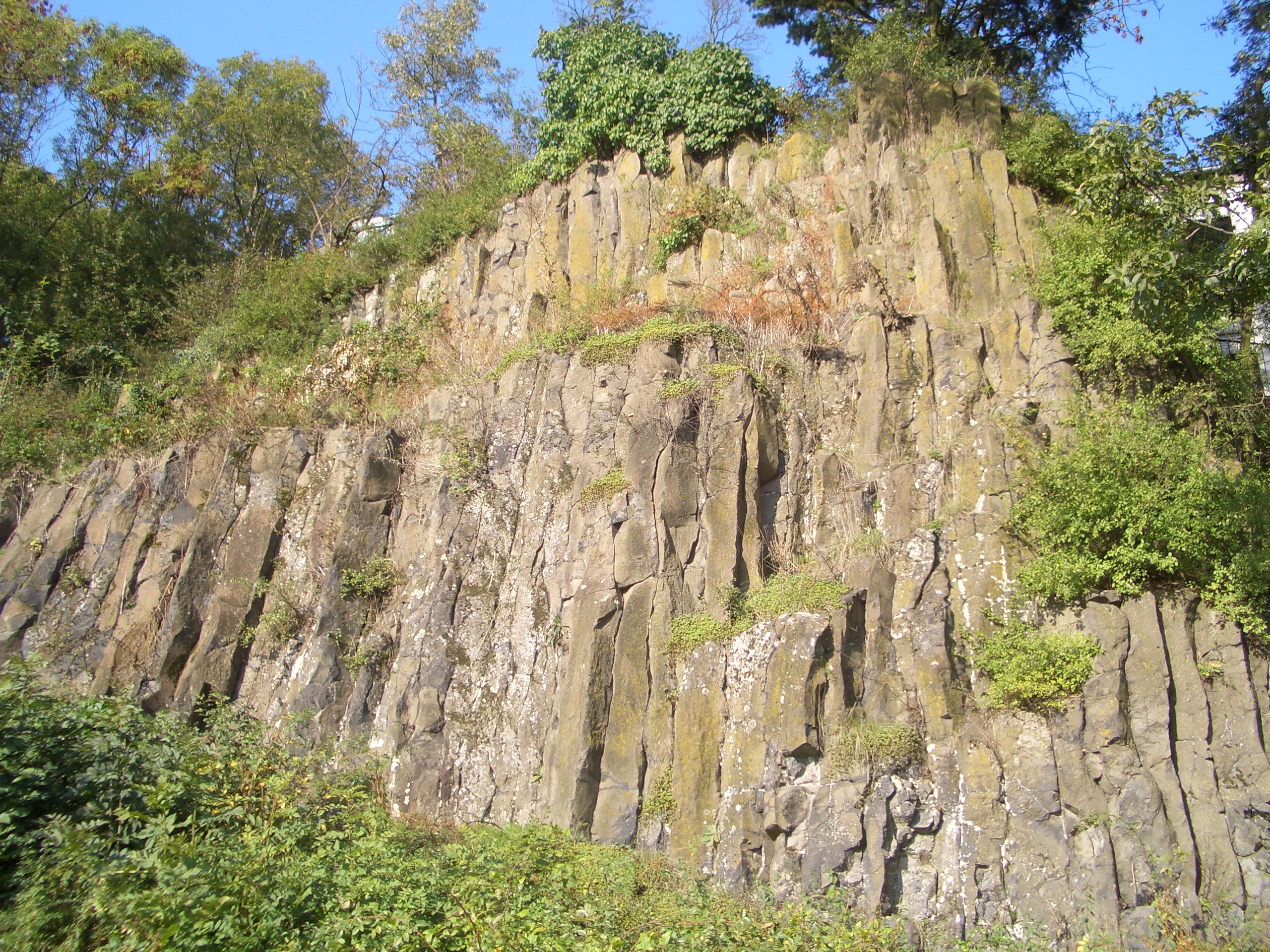
Die Nephelin-Basaltsäulen (2006)